# کانادا گوس
کانادا گوس (انگلیسی: Canada Goose) شرکت خرده‌فروشی پوشاک کانادایی است، که در سال ۱۹۵۷ تأسیس شد.